# Fabian Lienhard
Pour les articles homonymes, voir Lienhard.

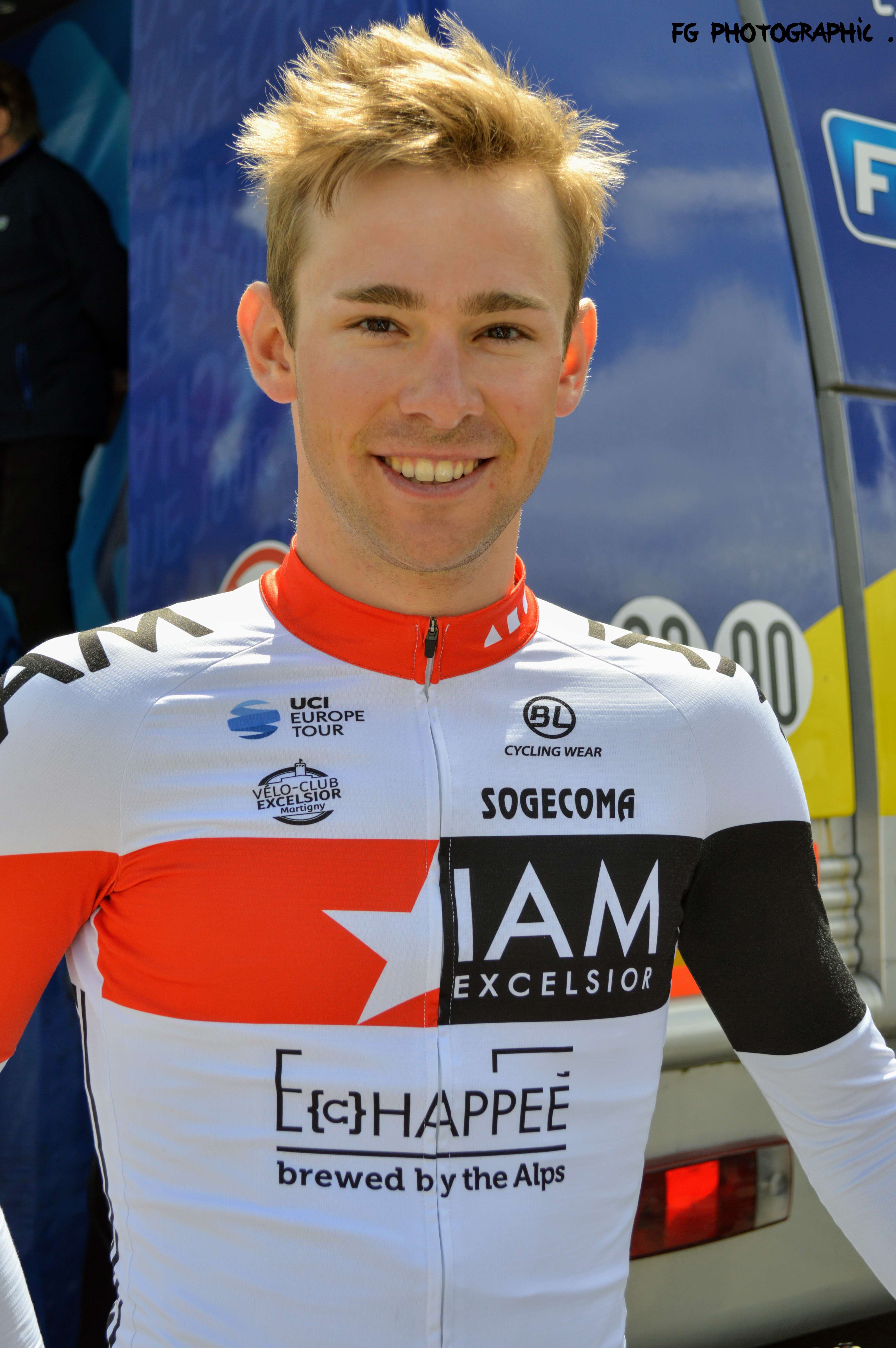
Fabian Lienhard en juin 2019

Fabian Lienhard (né le 3 septembre 1993 à Steinmaur) est un coureur cycliste suisse, membre de l'équipe Tudor. 

## Biographie
Fabian Lienhard naît le 3 septembre 1993 à Steinmaur dans le canton de Zurich en Suisse.
En 2010, il prend la dixième place du Grand Prix Général Patton et la neuvième place du championnat du monde juniors à Offida. En septembre, il gagne la deuxième étape du Grand Prix Rüebliland.
Il entre en 2012 dans l'équipe EKZ Racing. Il est lauréat en début d'année du championnat de Suisse de cyclo-cross espoirs. En 2014, il termine deuxième de Dijon-Auxonne-Dijon, puis sixième de la Flèche du Sud. Après avoir gagné le Championnat de Zurich en juin, il remporte en août le championnat de Suisse sur route espoirs à la suite d'une échappée, où il règle au sprint son compagnon d’échappée Lukas Spengler.
Fin juillet 2019, il est sélectionné pour représenter son pays aux championnats d'Europe de cyclisme sur route. Il s'adjuge à cette occasion la dix-septième place de la course en ligne.
En août 2020, il est sélectionné pour représenter son pays aux championnats d'Europe de cyclisme sur route organisés à Plouay dans le Morbihan puis se classe douzième de la Brussels Cycling Classic.
En septembre 2022, Groupama-FDJ annonce l'extension de son contrat jusqu'en fin d'année 2024.

## Palmarès sur route

### Par années
- 2009

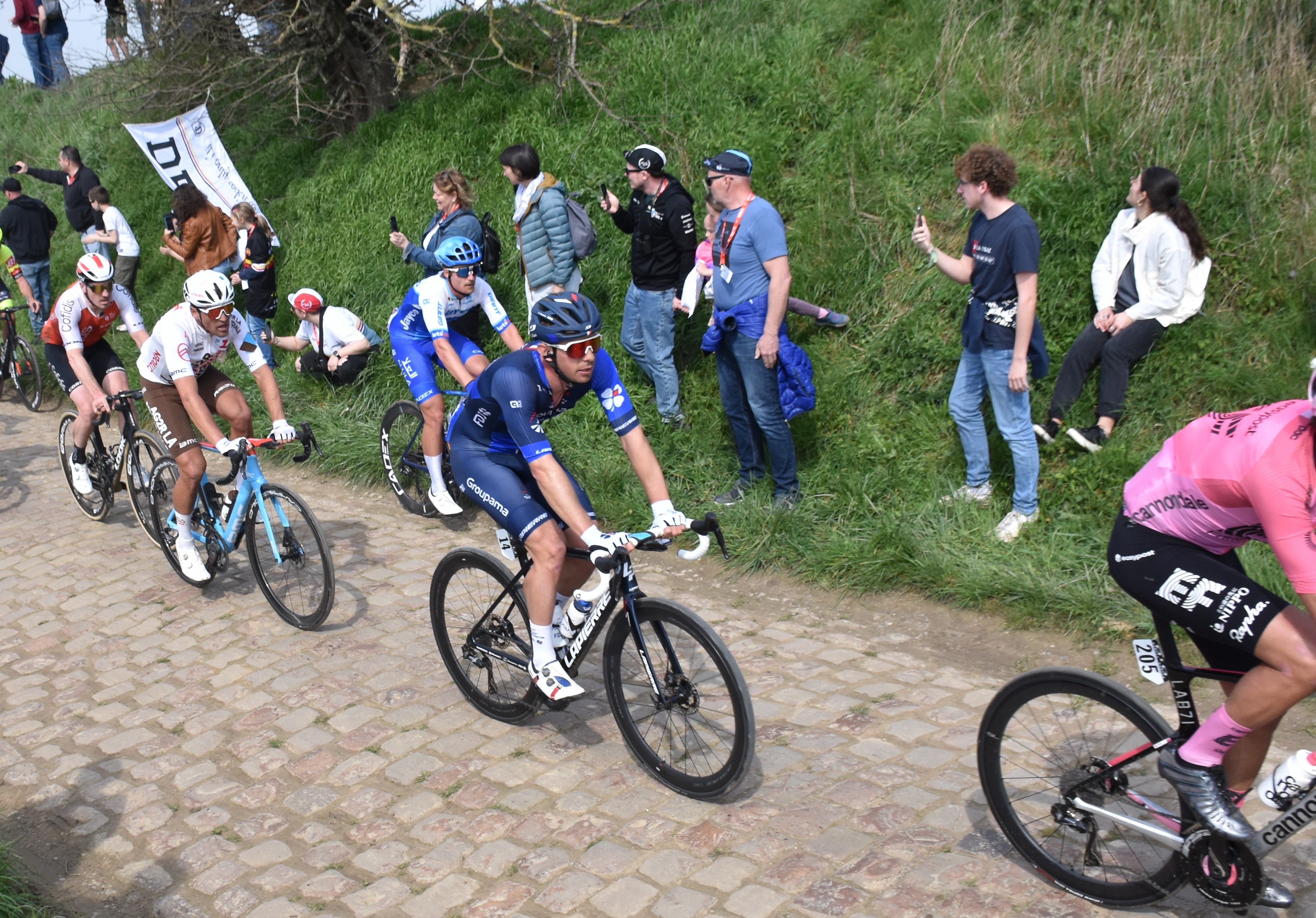
Paris-Roubaix 2023 - Secteur pavé de Quiévy à Saint-Python - N° 14 Fabian Lienhard.

  -  Médaillé d'or du contre-la-montre au Festival olympique de la jeunesse européenne
- 2010
  - 2e étape du Grand Prix Rüebliland
  - 9e du championnat du monde sur route juniors
- 2014
  -  Champion de Suisse sur route espoirs
  - Championnat de Zurich
  - 2e de Dijon-Auxonne-Dijon
  - 3e du championnat de Suisse du contre-la-montre espoirs
  - 6e du championnat du monde sur route espoirs
- 2015
  -  Champion de Suisse sur route élites nationaux[13]
  - Prix du Saugeais :
    - Classement général
    - 1re (contre-la-montre) et 2e étapes

  - Mémorial Leo Wirth
- 2016
  - Grand Prix Cham-Hagendorn
  - Grand Prix Mobiliar
  - Grand Prix Cham-Hagendorn
  - 3e du championnat de Suisse sur route élites nationaux
- 2017
  - 2e du Grand Prix Vorarlberg
  - 3e du Tour de Berne
  - 3e du Tour de Cologne
  - 3e du Tour du Jura
  - 3e du Tour de Vendée
- 2018
  - 1re étape du Tour de Normandie
  - 3e de la Winston-Salem Cycling Classic
- 2019
  - Poreč Trophy
  - 2e étape du Tour du Loir-et-Cher
  - 2e du Tour de Bretagne
  - 3e du Tour de Berne

### Résultats sur les grands tours

#### Tour de France
1 participation
- 2025 : 157e

#### Tour d'Italie
2 participations
- 2023 : 113e
- 2024 : 139e

#### Tour d'Espagne
1 participation
- 2022 : 122e

### Classements mondiaux
| Année                                 | 2013 | 2014 | 2015 | 2016  | 2017 | 2018 | 2019 | 2020 | 2021  | 2022 | 2023  | 2024  |
| ------------------------------------- | ---- | ---- | ---- | ----- | ---- | ---- | ---- | ---- | ----- | ---- | ----- | ----- |
| Classement mondial                    |      |      |      | 1092e | 274e | 417e | 283e | 325e | 1440e | 610e | 1309e | 1026e |
| UCI Europe Tour                       | 847e | 603e | 482e | 737e  | 117e | 405e | 230e | 269e | 1025e | 472e | nc    | nc    |
| UCI Asia Tour                         | nc   | nc   | nc   | nc    | nc   | 621e |      |      |       |      |       |       |
| UCI America Tour                      | nc   | nc   | 151e | nc    | nc   | 62e  |      |      |       |      |       |       |
|                                       |      |      |      |       |      |      |      |      |       |      |       |       |
| Légende : nc = non classéSource : UCI |      |      |      |       |      |      |      |      |       |      |       |       |

## Palmarès en cyclo-cross
| - 2008-2009 - 2e du championnat de Suisse de cyclo-cross débutants - 2009-2010 - 3e du championnat de Suisse de cyclo-cross juniors - 2010-2011 - 2e du championnat de Suisse de cyclo-cross juniors - 2011-2012 - Champion de Suisse de cyclo-cross espoirs | - 2012-2013 - 3e du championnat de Suisse de cyclo-cross juniors - 2013-2014 - 3e du championnat de Suisse de cyclo-cross espoirs - 2014-2015 - Champion de Suisse de cyclo-cross espoirs |  |